# Oliy Majlis

Wapen van Oezbekistan

De Oliy Majlis (Cyrillisch: Олий Мажлис; Nederlands: Opperste Raad) is de benaming van het parlement van Oezbekistan en bestaat uit twee kamers:
- Wetgevende Vergadering (Qonunchilik palatasi) - lagerhuis, 150 leden;
- Senaat (Senat) - hogerhuis, 100 leden.

Tot 2005 was de Oliy Majlis (1994-) de benaming van het eenkamerparlement van Oezbekistan. Van 1938 tot 1991 kende de Oezbeekse SSR de Opperste Sovjet als parlement, opgevolgd (na de onafhankelijkheid in 1991) door de Opperste Raad van de Republiek Oezbekistan (1991-1994).